# Andreas Alamommo
Andreas Alamommo (23 dicembre 1998) è un saltatore con gli sci finlandese.

## Biografia
Attivo in gare FIS dall'agosto del 2013, Alamommo ha esordito in Coppa del Mondo il 19 novembre 2017 a Wisła (43º), ai Giochi olimpici invernali a Soči 2014, dove si è piazzato 38º nel trampolino normale, 34º nel trampolino lungo e 8º nella gara a squadre, e ai Campionati mondiali a Seefeld in Tirol, dove è stato 31º nel trampolino normale e 10º nella gara a squadre.

## Palmarès

### Coppa del Mondo
- Miglior piazzamento in classifica generale: 73º nel 2019